# São Miguel Arcanjo (São Paulo)
São Miguel Arcanjo é um município brasileiro do estado de São Paulo, na Região Sudeste do país. Pertence à Região Metropolitana de Sorocaba e sua população, conforme o censo do IBGE de 2022, é de 32.039 habitantes. O município é formado pela sede, que inclui os povoados de Abaitinga e Santa Cruz dos Matos, e pelo distrito de Gramadão.

## História
São Miguel Arcanjo, município localizado no estado de São Paulo, Brasil, tem suas raízes históricas datadas do século XIX. A região onde se situa o município era inicialmente composta por terras devolutas do Império do Brasil. Em 1841, Tenente Urias Emídio Nogueira de Barros, mineiro de Baependi e morador de Casa Branca-SP, adquiriu terras na área, dando início à colonização da região.
O povoado inicial, conhecido como São Miguel do Turvo, teve seu crescimento impulsionado pela expansão da cafeicultura no estado de São Paulo. Agricultores e imigrantes buscavam na região oportunidades econômicas, o que resultou no estabelecimento de atividades agrícolas e pecuárias, consolidando São Miguel do Turvo como um centro comercial regional.
A identidade religiosa da comunidade começou a ser moldada com a construção da Capela de São Miguel Arcanjo em 1884. A devoção ao santo padroeiro fortaleceu-se ao longo do tempo, refletindo-se na cultura e tradições locais. Em 1889, o povoado foi elevado à categoria de município, com a emancipação política-administrativa.
Ao longo de sua história, São Miguel Arcanjo passou por diversas transformações econômicas. O cultivo do café e do algodão foram atividades econômicas significativas em diferentes períodos. O século XX viu a imigração italiana trazer novas técnicas agrícolas, especialmente na viticultura, que se tornou uma importante atividade econômica na região.
A economia do município também foi impulsionada pelo turismo a partir da segunda metade do século XX. A localização estratégica próxima à capital paulista e a preservação da natureza exuberante da região contribuíram para o crescimento dessa indústria. Parques ecológicos, trilhas e cachoeiras tornaram-se atrações para os visitantes, impulsionando o desenvolvimento do setor.
Atualmente, São Miguel Arcanjo é reconhecido por sua economia diversificada, que engloba agricultura, turismo e comércio. A produção agrícola inclui uma variedade de culturas, destacando-se a viticultura e a produção de frutas. O comércio local também desempenha um papel importante na economia, atendendo tanto aos moradores quanto aos turistas que visitam a região.
Além disso, a rica herança cultural e religiosa de São Miguel Arcanjo continua a ser uma parte fundamental da identidade do município. Festas religiosas, como a de São Miguel Arcanjo, celebrada em setembro, e eventos culturais mantêm viva a tradição local.
A história de São Miguel Arcanjo reflete a trajetória de colonização e desenvolvimento da região, marcada pela contribuição de diferentes grupos étnicos e pela busca contínua por progresso e prosperidade. A cidade continua a se desenvolver, preservando suas tradições e buscando novas oportunidades para seus habitantes.

## Geografia
Localiza-se a uma latitude 23º52'42" sul e a uma longitude 47º59'50" oeste, estando a uma altitude de 659 metros.

### Meio ambiente
Neste município localiza-se a sede do Parque Estadual Carlos Botelho, um dos remanescentes de maior importância em termos de biodiversidade do Brasil. Destaca-se neste Parque Estadual a ocorrência do maior primata das Américas, o muriqui-do-sul, também conhecido como mono-carvoeiro, que é sujeito de estudo do mais longo projeto de pesquisa com a espécie primata no Brasil, através da Associação Pró-Muriqui. Muriquis tem projetado São Miguel Arcanjo internacionalmente através desta associação de pesquisa. É um dos três únicos locais onde foi encontrada uma espécie de árvore da Mata Atlântica restrita ao estado de São Paulo e descrita em 1981, a Buchenavia igaratensis

### Limites
- Norte: Itapetininga - 30 km
- Sul: Sete Barras - 85 km
- Leste: Pilar do Sul - 23 km
- Oeste: Capão Bonito - 45 km

### Hidrografia
- Rio Turvo

### Rodovias
- SP-139
- SP-250

## Política e administração
- Prefeito: Paulo Ricardo da Silva (Paulo Oreia) (PP) (2017/2024)
- Vice-Prefeito: Elias Rodrigues de Paula (PP)
- Presidente da Câmara Municipal: Cláudio Miguel Ferreira Filho (PSD) (2021/2024)

### Subdivisões
Bairros
- Colônia Pinhal, onde as pessoas que vivem lá, alguns japoneses e outros descendentes, cultivam as tradições japonesas. Tem uma enorme biblioteca, com cerca de 74 mil livros japoneses e fitas.
- Bairro Rio Acima, onde se originaram as primeiras mudas de uvas Itália do município, trazidas pelo senhor Massuto Fujiwara.
- Bairro Brejaúva
- Bairro da Capela de São Roque
- Bairro Turvo dos Almeidas
- Bairro Boa Vista
- Bairro dos Soares
- Bairro da Lavrinha
- Bairro dos Paulos
- Bairro do Retiro
- Bairro Justinada, onde se localiza o Parque do Zizo, com uma grande área de Mata Atlântica.
- Bairro Ferreirada
- Bairro Gramadão
- Bairro Pocinho
- Bairro Turvo dos Hilários
- Bairro do Facão
- Bairro Faxinal
- Bairro Rincão
- Bairro Santa Cruz dos Matos
- Bairro Guararema
- Bairro Turvo da Lagoa
- Bairro de Abaitinga (Taquaral) fica no km 93 da Rodovia Néquinho Fogaça SP 139 a qual atravessa o Parque Reserva Carlos Botelho e desce para o município de Sete Barras SP.
- Bairro do Turvinho

## Economia
Sua economia está voltada para o setor agrícola, com o predomínio do cultivo de uvas do tipo Itália e Rubi.
Uma variedade que cresce muito no município é a uva rústica de mesa, como a niagara,(tratando - se de uma uva com menos custo para a produção),visto que na reforma dos parreirais os produtores vem optando pelo plantio da mesma,também ganhando espaço em novas áreas, principalmente na divisa com Capão Bonito (SP). A uva niagara atualmente em São Miguel Arcanjo, é responsável por 40% da produção do Estado de São Paulo.
Também há outros, como o cultivo da batata, soja, trigo, e feijão, etc.

## Infraestrutura

### Comunicações

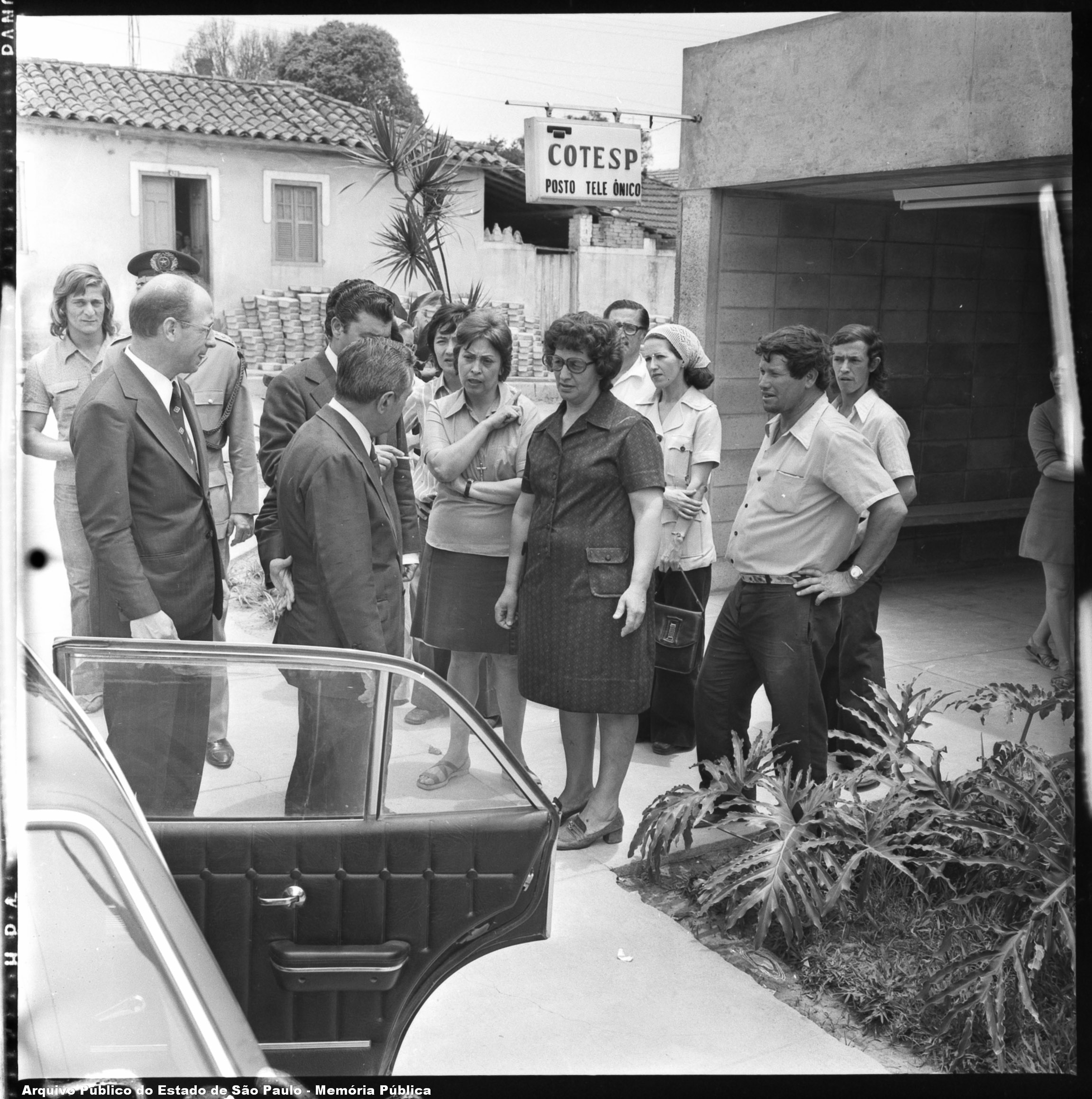
Posto Telefônico da COTESP (1974).

O sistema de telefones automáticos foi inaugurado na cidade pela Companhia de Telecomunicações do Estado de São Paulo (COTESP) em 1974. Já o sistema de discagem direta à distância (DDD) foi implantado em 1982 pela Telecomunicações de São Paulo (TELESP), com o código de área (0152).
Na década de 90 o código DDD da cidade foi alterado para (015), para padronização do sistema telefônico com a telefonia celular que estava sendo implantada em todo o estado.

## Cultura e lazer

### Atrativos culturais
- Carnaval de Rua
- Festa da Uva Itália
- Festa do Vinho
- Festa do Padroeiro
- Festival do Bolinho de Frango
- Festival Lollo Terra de MPB
- Festa De Nossa Senhora De Fatima (Bairro Facão)
- Romaria para Iguape
- Romaria dos Cavaleiros nos Bairros, destino: município de Iguape tem como rota iniciada em São Miguel Arcanjo, passando por Sete Barras, Registro, Pariquera-Açu e Iguape.
- Penakunfé (Romaria De Ciclistas Ate Aparecida Do Norte)
- Festa Do Milho Verde
- Festa Do Divino
- Festa Da Caridade
- Festa Da APAE
- Santuário de São Miguel Arcanjo
- Expo Gramadão (Distrito de Gramadão)
- Rei Felipe Souza e Rainha Juliana Fantinelli

### Atrativos naturais
- Parque Estadual Carlos Botelho
- Parque do Zizo
- Parque da Onça Parda
- Murucututu (área preservada particular)
- Lagoa do guapé - área de lazer e prática de pesca.

## Religião

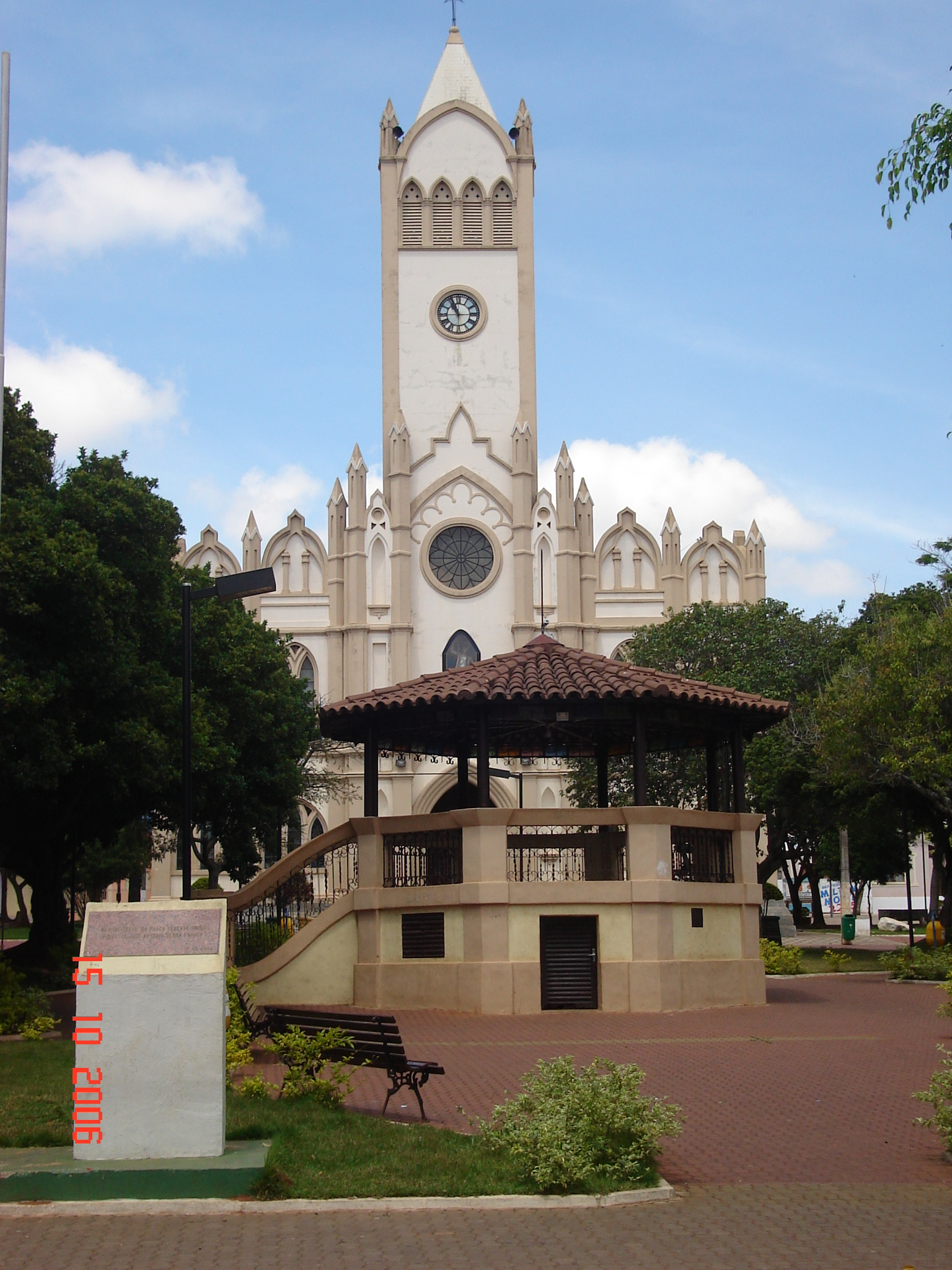
Igreja matriz.

O Cristianismo se faz presente na cidade da seguinte forma:

### Igreja Católica
- A igreja faz parte da Diocese de Itapetininga.[10]

### Igrejas Evangélicas
Entre as igrejas protestantes históricas, pentecostais e neopentecostais, encontram-se na cidade:
- Assembleia de Deus Ministério do Belém.[13][14]
- Congregação Cristã no Brasil.[15]